# Flughafen Qostanai

i8
i11
i13
Der Flughafen Qostanai (kasachisch Qostanai Halyqaralyq Äuejaiy, IATA-Code: KSN, ICAO-Code: UAUU)  ist der Flughafen der kasachischen Stadt Qostanai und liegt etwa einen Kilometer südwestlich von dieser.
Er wird von der JSC "Kostanay International Airport" betrieben.

## Geschichte
Im Februar 1975 wurde das 45. schwere Bomberfliegerregiment, 6 TBAK, vom Flugplatz Migalowo bei Twer nach Kostanay verlegt, wo es zum 45. Ausbildungsfliegerregiment umstrukturiert wurde.
Am 28. Juni 2022 wurde der internationale Flughafen Qostanai per Dekret der kasachischen Regierung nach Achmet Baitursynuly benannt.

## Flughafenanlagen
Der Flughafen besitzt eine asphaltierte Landebahn mit der Ausrichtung 15/33, die 2514 Meter lang ist.

## Fluggesellschaften und Ziele
Fly Arystan fliegt Almaty, Astana und Schymkent an, während Qazaq Air Türkistan bedient.